# Зейтенлик
Союзное кладбище «Зейтенлик» (греч. Συμμαχικά νεκροταφεία του Ζέιτενλικ) в Салониках — самое большое военное кладбище в Греции.
Здесь захоронены 20 500 союзных солдат Антанты, воевавших и павших на Салоникском фронте в годы Первой мировой войны.
Кладбище расположено на улице Лангада в 1,5 километрах от центра города, недалеко от монастыря лазаристов, превращённого в годы войны в военный госпиталь.
Кладбище делится на 5 секторов, в соответствии с гражданством (подданством) павших:
- Французский сектор
- Сербский сектор
- Итальянский сектор
- Британский сектор
- Русский сектор

Кроме союзников, на кладбище захоронены болгарские военнопленные, умершие от ран и болезней.
Соглашение о создании союзного кладбища подписали 20 ноября 1920 года, губернатор Салоник Адосидис (Греция), генерал Жан-Ноэль Буше (Франция), фельдмаршал Джордж Милн (Великобритания), воевода Живоин Мишич (Сербия) и подполковник Курджо Джамберини (Италия).
Для создания кладбища греческое правительство выкупило землю и предоставило её в распоряжение союзных государств. Расходы на содержание кладбищ приняли союзные правительства.
Каждый год 11 ноября, в годовщину окончания войны, оставшиеся в живых ветераны возлагали венки к могилам павших. В наши дни ритуал продолжают дипломатические миссии союзных стран.

## Французское кладбище (8098 похороненных воинов)
На кладбище построена капелла в готическом стиле, вокруг которой французские солдаты похоронены в отдельных могилах, под каменными латинскими крестами.
На кладбище есть 3 памятника:
- Центральный, на котором отмечено число похороненных
- Большой каменный крест с надписью: «Восточная армия своим мёртвым»

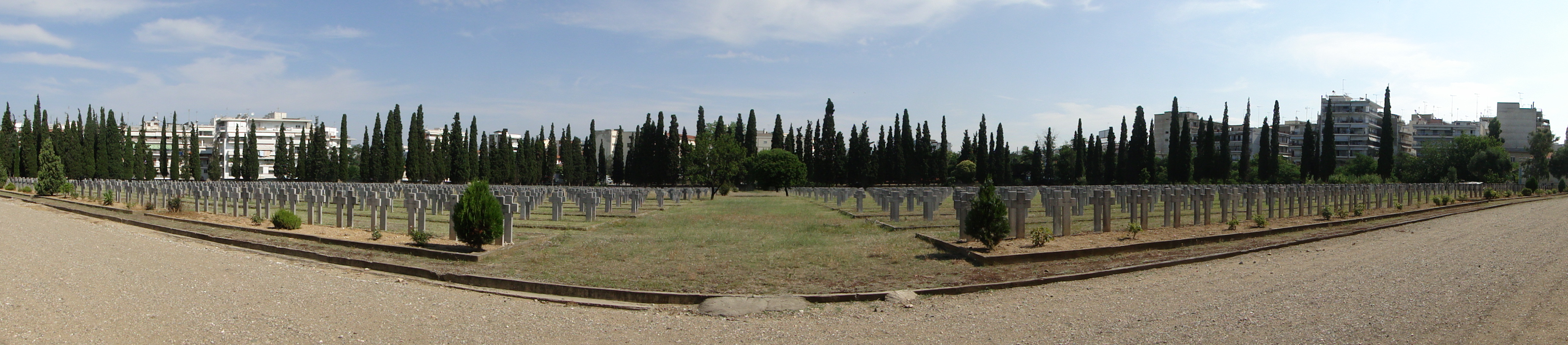
Часть французского сектора

- Памятник павшим лётчикам

## Сербский сектор (7441 похороненный воин)

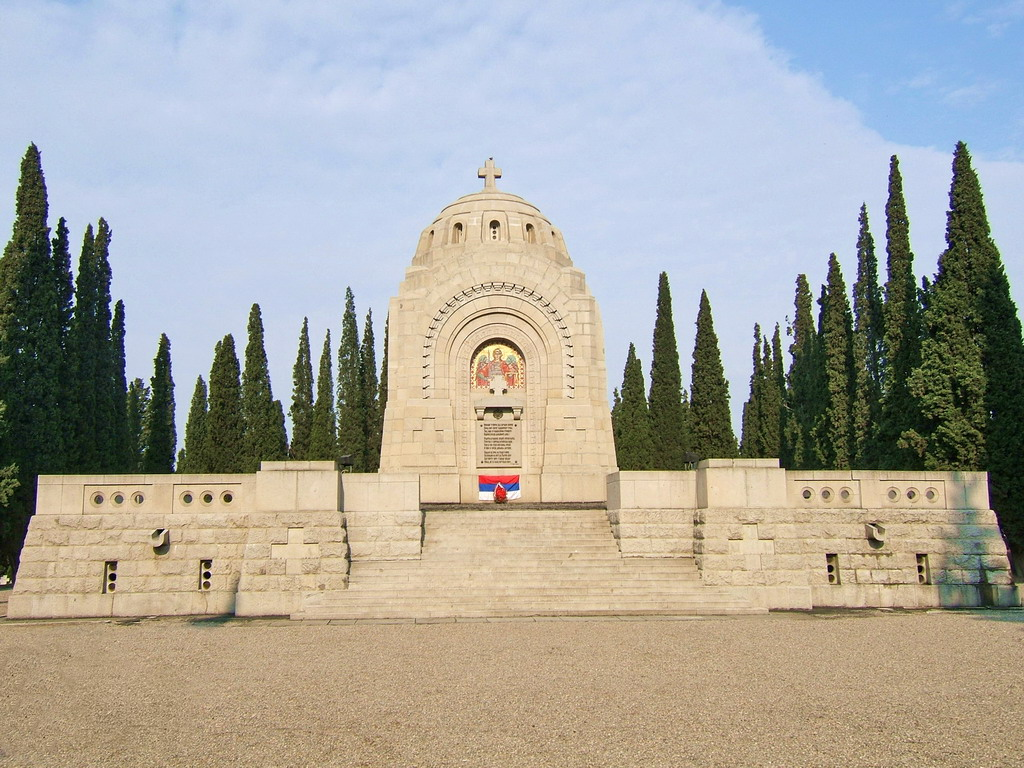
Сербский мавзолей построен в 1928—1936 годах.

Для сербов Сербское военное кладбище Зейтинлика (Српско војничко гробље на Зејтинлику) является священным и местом национального поклонения.
Сербия возвела на территории своего кладбища мавзолей.
Одним из авторов проекта сербского кладбища и памятника был, эмигрировавший в Югославию, русский архитектор Николай Краснов.
Мозаика и росписи памятника принадлежат греческим художникам Элли Войла (Έλλη Βοΐλα-Λάσκαρη, 1908—1989) и Агинору Астериадису.
Сербское кладбище является центральной частью комплекса Зейтенлик.
В его центре находится часовня, под которой находится склеп, в котором похоронены 5580 сербских солдат, павших на Салоникском фронте. Около мавзолея (часовня с склепом) расположены 10 участков, где похоронены 1440 сербских воинов. Кроме того, есть ещё 2 братские могилы:
- 78 неопознанных сербских воинов, павших на Салоникском фронте
- останки 217 пленных сербских солдат, перезахороненных из Константинополя

На территории сербского кладбища есть ещё, так называемое, «Партизанское кладбище», где захоронены 126 пленных сербских партизан, погибших в нацистских лагерях в Салониках во время Второй мировой войны.

## Итальянское кладбище (3500 похороненных воинов)
Итальянские солдаты похоронены в отдельных могилах, под одинаковыми латинскими крестами. Многие могилы имеют памятники, воздвигнутые близкими погибших. Так же, как французский сектор, итальянский имеет отдельную капеллу.

## Английское кладбище (1350 похороненных воинов)
Над английским кладбищем доминирует «Памятник погибшим английским солдатам».
Над каждой могилой установлена надгробная плита, в отличие от других секторов, где установлены кресты.
Единственный крест установлен сербскими офицерами над могилой английской санитарки Катрин Харлей, за оказанную ей помощь сербским солдатам.

## Русское кладбище (493 похороненных воина)

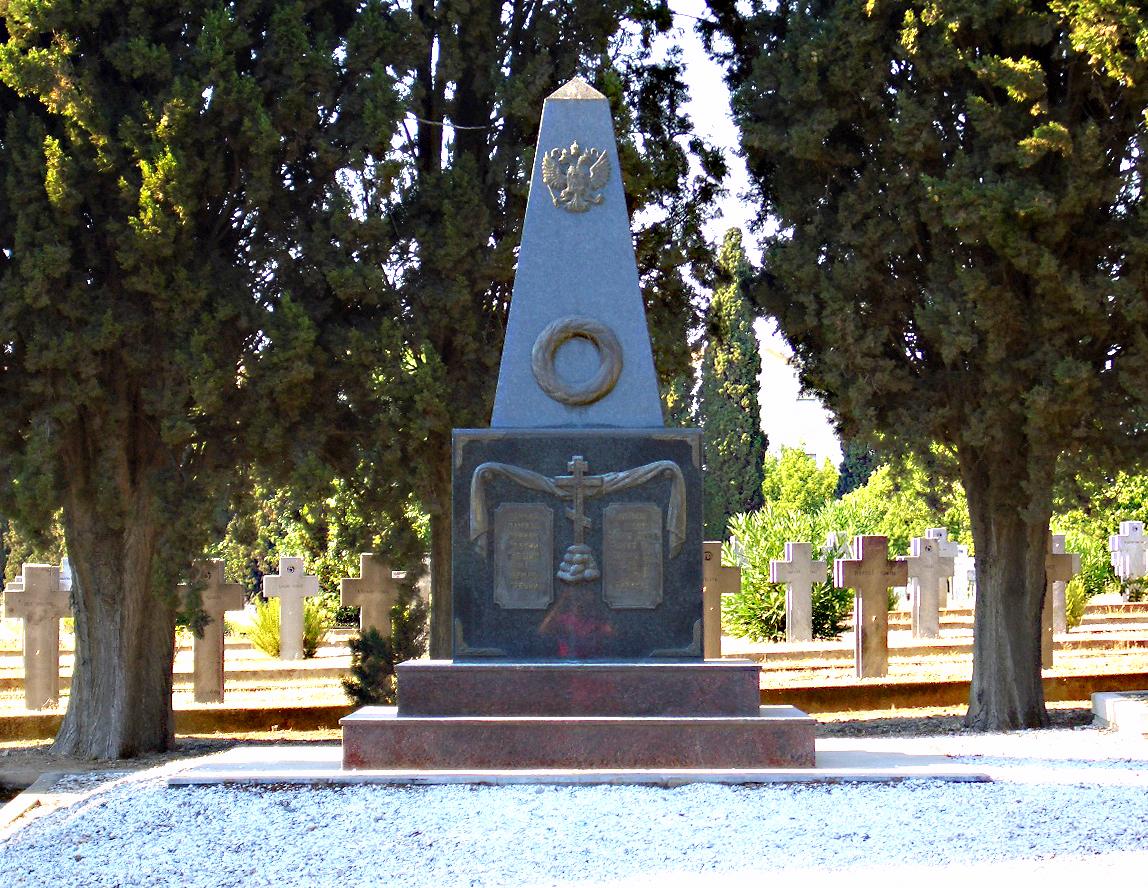
Российский монумент

Русское кладбище расположено за сербским «Партизанским кладбищем».
На нём, в своё время, была установлена деревянная часовня, которая была удалена во время реконструкции кладбища.
29 сентября 2013 года на кладбище, также как на мемориале города Поликастрона, консульство России возложило венки павшим солдатам Антанты (Россия, Греция, Сербия, Франция, Великобритания и Италия) по случаю празднования 95-й годовщины прорыва Македонского фронта Первой мировой войны.
Впоследствии на этом кладбище был похоронен русский генерал Михаил Ананио.